# Ciclismo ai Giochi della XX Olimpiade - Inseguimento individuale
La prova dell'inseguimento individuale di ciclismo su pista dei Giochi della XX Olimpiade si svolse dal 31 agosto al 1º settembre 1972 al velodromo Olympia-Radstadion di Monaco di Baviera, in Germania Ovest.

## Risultati

### Qualificazioni
I migliori 8 tempi ai quarti di finale.
| Pos. | Atleta                | Nazione           | 1 km    | 2 km    | 3 km    | 4 km    | Note |
| ---- | --------------------- | ----------------- | ------- | ------- | ------- | ------- | ---- |
| 1    | Knut Knudsen          | Norvegia          | 1'12"37 | 2'24"59 | 3'36"99 | 4'49"06 | Q    |
| 2    | John Bylsma           | Australia         | 1'14"33 | 2'25"65 | 3'38"31 | 4'50"06 | Q    |
| 3    | Hans Lutz             | Germania Ovest    | 1'13"40 | 2'25"46 | 3'38"97 | 4'51"33 | Q    |
| 4    | Luciano Borgognoni    | Italia            | 1'12"14 | 2'25"25 | 3'39"15 | 4'52"37 | Q    |
| 5    | Xaver Kurmann         | Svizzera          | 1'11"29 | 2'24"41 | 3'40"59 | 4'54"50 | Q    |
| 6    | Carlos Miguel Álvarez | Argentina         | 1'15"72 | 2'29"74 | 3'43"09 | 4'55"46 | Q    |
| 7    | Roy Schuiten          | Paesi Bassi       | 1'15"32 | 2'29"87 | 3'44"60 | 4'56"10 | Q    |
| 8    | Luis Díaz             | Colombia          | 1'13"43 | 2'25"82 | 3'41"07 | 4'56"32 | Q    |
| 9    | Thomas Huschke        | Germania Est      | 1'14"13 | 2'27"60 | 3'43"13 | 4'57"95 |      |
| 10   | Ian Hallam            | Gran Bretagna     | 1'16"39 | 2'30"91 | 3'45"12 | 4'59"43 |      |
| 11   | Francisco Huerta      | Messico           | 1'15"10 | 2'30"07 | 3'45"83 | 5'00"93 |      |
| 12   | John Vande Velde      | Stati Uniti       | 1'15"16 | 2'29"83 | 3'45"63 | 5'01"75 |      |
| 13   | Reno Olsen            | Danimarca         | 1'12"51 | 2'27"68 | 3'44"59 | 5'02"00 |      |
| 14   | Mieczysław Nowicki    | Polonia           | 1'14"26 | 2'28"22 | 3'44"57 | 5'02"28 |      |
| 15   | Ivan Tsvetkov         | Bulgaria          | 1'16"10 | 2'31"51 | 3'47"63 | 5'02"39 |      |
| 16   | Milan Puzrla          | Cecoslovacchia    | 1'17"14 | 2'31"85 | 3'47"59 | 5'02"55 |      |
| 17   | Miguel Espinós        | Spagna            | 1'12"95 | 2'28"17 | 3'45"58 | 5'03"26 |      |
| 18   | Wilfried Wesemael     | Belgio            | 1'15"11 | 2'28"91 | 3'47"08 | 5'04"67 |      |
| 19   | Raimo Suikkanen       | Finlandia         | 1'13"41 | 2'27"98 | 3'46"55 | 5'06"77 |      |
| 20   | Michel Zucarelli      | Francia           | 1'13"69 | 2'29"27 | 3'46"88 | 5'07"17 |      |
| 21   | Roberto Heredero      | Cuba              | 1'13"49 | 2'31"78 | 3'49"95 | 5'07"70 |      |
| 22   | Ron Hayman            | Canada            | 1'16"96 | 2'36"36 | 3'57"37 | 5'17"51 |      |
| 23   | Vernon Stauble        | Trinidad e Tobago | 1'16"93 | 2'34"68 | 3'55"85 | 5'17"87 |      |
| 24   | Orlando Bates         | Barbados          | 1'16"04 | 2'36"86 | 3'59"28 | 5'19"68 |      |
| 25   | Khosro Haghgosha      | Iran              | 1'17"03 | 2'39"21 | 4'00"94 | 5'22"98 |      |
| 26   | Michael Lecky         | Giamaica          | 1'17"94 | 2'39"17 | 4'03"36 | 5'29"90 |      |
| 27   | Tarek Abou Al Dahab   | Libano            | 1'22"25 | 2'48"07 | 4'13"84 | 5'41"19 |      |
| 28   | Maximo Junta          | Filippine         | 1'19"08 | 2'48"42 | 4'19"92 | 5'53"19 |      |

### Quarti di finali
| Manche | Pos. | Atleta                | Nazione        | 1 km    | 2 km    | 3 km      | 4 km    | Note |
| ------ | ---- | --------------------- | -------------- | ------- | ------- | --------- | ------- | ---- |
| 1      | 1    | Xaver Kurmann         | Svizzera       | 1'12"50 | 2'24"45 | 3'37"89   | 4'50"54 | Q    |
| 1      | 2    | Luciano Borgognoni    | Italia         | 1'13"94 | 2'25"71 | 3'39"38   | 4'52"31 |      |
| 2      | 1    | Hans Lutz             | Germania Ovest | 1'13"92 | 2'27"79 | 3'42"15   | 4'56"17 | Q    |
| 2      | 2    | Carlos Miguel Álvarez | Argentina      | 1'16"84 | 2'30"24 | 3'44"93   | 4'57"09 |      |
| 3      | 1    | John Bylsma           | Australia      | 1'16"30 | 2'28"73 | 3'40"00   | 4'50"47 | Q    |
| 3      | 2    | Roy Schuiten          | Paesi Bassi    | 1'14"57 | 2'28"09 | 3'41"68   | 4'52"16 |      |
| 4      | 1    | Knut Knudsen          | Norvegia       | 1'13"15 | 2'23"77 | 3'35"40   | 4'47"43 | Q    |
| 4      | 2    | Luis Díaz             | Colombia       | 1'14"76 | 2'29"35 | Raggiunto |         |      |

### Semifinali
| Manche | Pos. | Atleta        | Nazione        | 1 km    | 2 km    | 3 km    | 4 km      | Note |
| ------ | ---- | ------------- | -------------- | ------- | ------- | ------- | --------- | ---- |
| 1      | 1    | Xaver Kurmann | Svizzera       | 1'12"21 | 2'23"39 | 3'35"21 | 4'47"04   | Q    |
| 1      | 2    | John Bylsma   | Australia      | 1'14"86 | 2'25"64 | 3'37"12 | 4'47"41   |      |
| 2      | 1    | Knut Knudsen  | Norvegia       | 1'11"85 | 2'21"68 | 3'32"93 | 4'45"57   | Q    |
| 2      | 2    | Hans Lutz     | Germania Ovest | 1'12"70 | 2'23"98 | 3'37"69 | Raggiunto |      |

### Finali
| Pos.                 | Atleta           | Nazione          | 1 km             | 2 km             | 3 km             | 4 km             | Note             |
| Finale per l'oro     | Finale per l'oro | Finale per l'oro | Finale per l'oro | Finale per l'oro | Finale per l'oro | Finale per l'oro | Finale per l'oro |
| -------------------- | ---------------- | ---------------- | ---------------- | ---------------- | ---------------- | ---------------- | ---------------- |
| Oro                  | Knut Knudsen     | Norvegia         | 1'12"31          | 2'22"46          | 3'33"96          | 4'45"74          |                  |
| Argento              | Xaver Kurmann    | Svizzera         | 1'11"83          | 2'24"42          | 3'38"18          | 4'51"96          |                  |
| Finale per il bronzo |                  |                  |                  |                  |                  |                  |                  |
| Bronzo               | Hans Lutz        | Germania Ovest   | 1'11"80          | 2'24"40          | 3'37"83          | 4'50"80          |                  |
| 4                    | John Bylsma      | Australia        | 1'15"37          | 2'28"52          | 3'42"73          | 4'54"93          |                  |